# HMP Lincoln
HMP Lincoln (His Majesty’s Prison Lincoln) – męskie więzienie kategorii B, zlokalizowane w angielskim mieście Lincoln, w hrabstwie Lincolnshire.
Więzienie zarządzane jest przez agencję rządową Służbę Więzienną Jego Królewskiej Mości (HM Prison Service). W czerwcu 2020 znajdowało się w nim 584 więźniów.

## Historia
Więzienie Lincoln zostało otwarte w 1872 roku celem zastąpienia więzienia na zamku Lincoln. Oryginalna struktura z lat 1869-1872 zaprojektowana przez Fredericka Pecka jest przykładem gotyckiego stylu wiktoriańskiego. W 1973 roku na listę zabytków klasy II wpisano bramę wjazdową, przylegające budynki i mury, a także bloki z celami więziennymi.
Od 1900 do 1961 roku w więzieniu Lincoln odbyło się łącznie 18 egzekucji. Ostatnim straconym był 34-letni Wasyl Gnypiuk, polsko-ukraiński bezdomny imigrant. Został on skazany za brutalne morderstwo 62-letniej Louise Surgey, a następnie powieszony 27 stycznia 1961 roku. Jego ciało zostało pochowane w nieoznakowanym grobie na terenie więzienia.
W październiku 2002 roku doszło do zamieszek, w których więźniowie podpalili część więzienia oraz przejęli kontrolę nad przynajmniej jednym skrzydłem. Odzyskanie kontroli zajęło strażnikom osiem godzin.
W marcu 2003 roku organizacja Prison Reform Trust wydała raport, w którym uznano Lincoln za źle zarządzane, niestabilne i najbardziej przeludnione więzienie w Wielkiej Brytanii.
W 2020 roku więzienie Lincoln było jednym z 11 w Wielkiej Brytanii, które otrzymały zaawansowany technologicznie skaner ciała w ramach pakietu wartego 100 milionów funtów, przyznanego przez rząd w celu zwalczania przemocy i przemytu narkotyków w więzieniach.

## Życie w więzieniu
W Lincoln odbywają się warsztaty produkcyjne i charytatywne, szkolenia zawodowe na poziomie 2 (NVQ) w zakresie murarstwa, malowania, wykończeń wnętrz i gotowania. Kursy języka angielskiego i matematyki na poziomie pierwszym są obowiązkowe. Więźniowie mogą nawet zdać egzamin teoretyczny na prawo jazdy. Więźniowie mają do dyspozycji siłownię i bibliotekę zaopatrzoną w książki i płyty CD w prawie 50 językach.

## Znani byli więźniowie
- Jeffrey Archer – angielski pisarz i polityk, więziony za krzywoprzysięstwo[9];
- Don Brothwell – brytyjski archeolog, skazany za odmowę służby wojskowej[10];
- Fred Nodder – morderca 10-letniej Mony Tinsley, stracony w 1937 roku. Jego sprawa doprowadziła do zmiany prawa angielskiego w 1954 roku, kiedy to uznano, że można skazać za morderstwo pomimo nieodnalezienia ciała ofiary.
- John George Haigh – seryjny morderca z lat czterdziestych XX wieku;
- John Poulson – brytyjski architekt i biznesmen, skazany za przekupstwo;
- Percy Toplis – bohater kontrowersyjnej serii BBC The Monocled Mutineer o jego domniemanej roli w buncie Étaples; odsiedział dwa lata za usiłowanie gwałtu;
- Éamon de Valera – irlandzki polityk, później premier (taoiseach) i prezydent Irlandii[11].